# Yebra
Yebra è un comune spagnolo di 539 abitanti situato nella comunità autonoma di Castiglia-La Mancia.